# Flacăra din adâncuri
Flacăra din adâncuri este un film românesc din 1989 regizat de Jean Petrovici.